# Iglesia de San Pedro Celestino
La iglesia de San Pietro Celestino, que una vez dominaba el círculo de Navigli, es una iglesia en Milán, en via Senato. Hoy está consagrado al culto de los coptos egipcios.

## noticias históricas
En 1173, el municipio asignó a los valdenses un prado para construir una escuela para sus reuniones.
En 1205 la schola pasó a manos de los Pobres lombardos, que se habían separado de sus hermanos valdenses en Francia.En 1274, con motivo de la presencia en la ciudad del ermitaño Pietro del Morrone (que se convertiría en el Papa Celestino V), se fundó un hospicio que, de 1280 a 1317, fue administrado por los servitas que llegaron a Milán en el mismo año. La iglesia fue modernizada y de esta época sólo quedan algunos fragmentos de frescos.
En 1317, los benedictinos de la Congregación Celestina tomaron posesión del monasterio, siguiendo una regla pauperista y penitencial.
En el siglo XVI se añadieron a la iglesia capillas de orden jónico con pinturas de los Procaccini y Fiammenghini, que conservó su aspecto antiguo con un techo de madera y un coro estrecho y mal iluminado.En 1735 la iglesia fue completamente reformada por el arquitecto romano Marco Bianchi, o Bianco, quien aplicó una fachada, similar a la diseñada para la iglesia de San Francesco di Paola, y nunca terminada, en las formas del estilo barroco florido. White deja la longitud de la iglesia original sin cambios pero la estrecha en ancho en un brazo.
La fachada originalmente de piedra arenisca, seriamente dañada por los elementos, fue reconstruida a principios del siglo XX sobre un molde de hormigón moldeado.
El interior, de planta rectangular, es de una sola nave con bóveda de cañón. En cada uno de los lados, divididas por pilastras corintias, se encuentran cinco capillas con arcos alternos de dos alturas diferentes.
En la iglesia se encuentra la tumba de Gaspare Aselli (1581 - 1626), cirujano y profesor de anatomía en la Universidad de Pavía.
Il Mezzanotte lo define como "porcelana casi del siglo XVIII, traducida a piedra; ubicada entre un edificio piermariniano y la rectoría".